# Conxita
Conxita fou un grup de música Pop català liderat per Helena Casas. El primer disc de la formació, Amb lletra petita, fou guardonat als Premis Enderrock de música en català del 2006 amb el Premi al millor disc i amb el Premi al millor disc de Pop-Rock.

## Membres
- Marc Marcé: So
- Roger Pineda: Guitarra
- Pep Pastor: Baix
- Oriol Casas: Bateria
- Helena Casas: Veu

## Discografia
- 2006: Amb lletra petita - CC

1. Música de gossos (Helena Casas)
2. Productes de neteja (Joan Miquel Oliver)
3. Al darrere la nevera (Janot Vila)
4. Horòscop (Xavier Grimau)
5. Torrefiel (Ovidi Twins)
6. La tieta Assuncion (Helena Casas)
7. Vikings (Helena Casas)
8. Mallorquina (Helena Casas)
9. L'autobús que va al Taulí (Helena Casas)
10. Peus petits (Helena Casas)

- 2008: Santa rita, santa rita

1. Cor de panxa
2. Àngel
3. L'home que diu les paraules
4. Santa rita, santa rita
5. Dolor
6. Tot i res
7. Abordatge
8. Tristor total
9. Quan t'adormis
10. Mal de cap